# Albersweiler
Albersweiler is een plaats in de Duitse deelstaat Rijnland-Palts, en maakt deel uit van de Landkreis Südliche Weinstraße.
Albersweiler telt 1.975 inwoners.

## Geografie
De plaats Albersweiler ligt op 170 m hoogte in een kom van het Queichdal tussen de Haardt en het Wasgau. Ongeveer 10 km ten noordwesten van het dorp ligt de exclave Albersweiler Wald. 73% van de gezamenlijke oppervlakte van 10,85 km² zijn bebost.

## Afbeeldingen

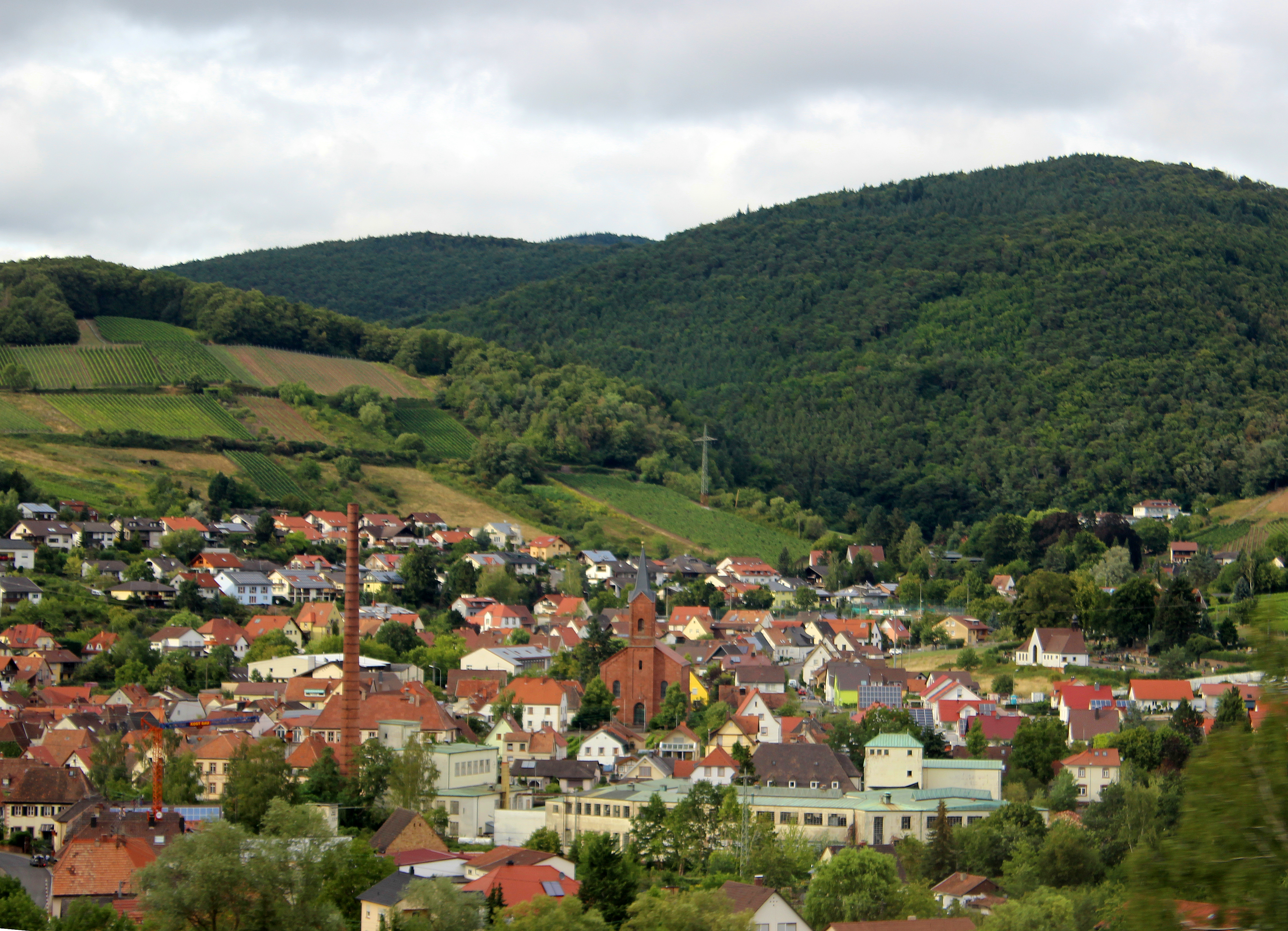
Gezicht op Albersweiler
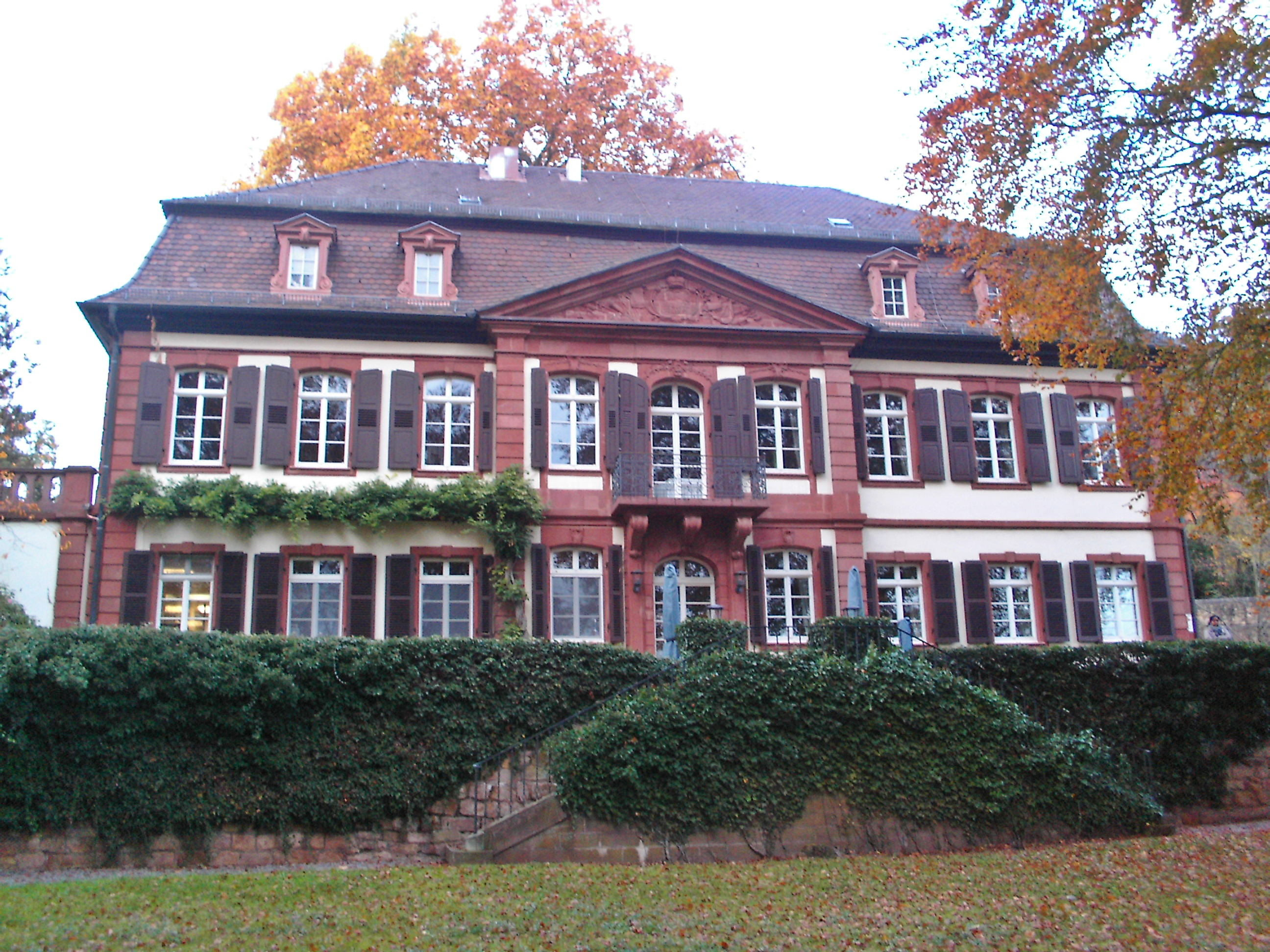
Schloss Löwenstein
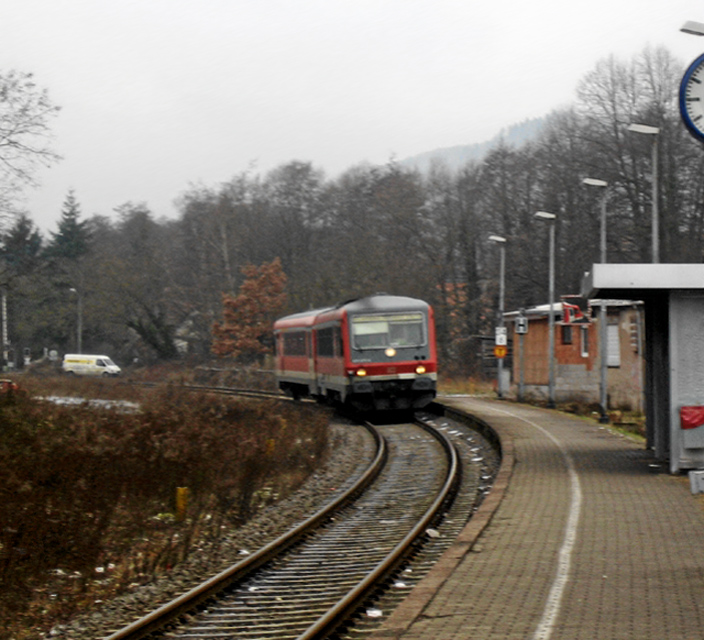
Station